# Raúl Soto
Raúl Humberto Soto Mardones (Rengo, 20 de noviembre de 1987) es un abogado y político chileno, miembro del Partido por la Democracia (PPD). Desde marzo de 2018 se desempeña como diputado de la república en representación del distrito n.º 15, de la Región del Libertador Bernardo O'Higgins, actuando bajo un segundo período legislativo consecutivo, 2022-2026. Entre el 11 de marzo y el 7 de noviembre de 2022, se desempeñó como presidente de la Cámara de Diputadas y Diputados.

## Familia y estudios
Nació en Rengo el 20 de noviembre de 1987, hijo de Carlos Soto González, exconcejal y ex alcalde de la comuna de Rengo, y de Marisol Mardones Reyes.
Realizó sus estudios primarios en el Colegio La Paz de Rengo y los secundarios en el Liceo Luis Urbina Flores de la misma comuna, del cual egresó en 2005. Posteriormente, en 2006 continuó los superiores en la carrera de derecho en la Universidad de Chile, licenciándose con la memoria: «El otorgamiento de las licencias médicas: su modificación en la fase de control y sus efectos jurídicos»; juró como abogado el 14 de diciembre de 2014. Luego, cursó un diplomado en derecho laboral y en derecho de familia en la misma casa de estudios. Además, es candidato a magíster en política y gobierno en la Universidad Diego Portales.
Durante el segundo gobierno de Michelle Bachelet, se desempeñó como abogado asesor en el Servicio Nacional de Capacitación y Empleo (SENCE) y en la Subsecretaría del Trabajo (Subtrab) —ambos dependientes del Ministerio del Trabajo y Previsión Social—, hasta diciembre de 2017.
Está casado con Natalia Bustamante Acevedo, con quien es padre de un hijo.

## Carrera política
Militante del Partido Demócrata Cristiano (PDC), considerado parte del área progresista del partido. Fue parte del gabinete del diputado Ricardo Rincón durante el periodo 2014-2018.
En las elecciones parlamentarias de 2017 resultó elegido diputado por el distrito n.º 15 (correspondiente a las comunas de Codegua, Coínco Coltauco, Doñihue, Graneros, Machalí, Malloa, Mostazal, Quinta de Tilcoco, Rancagua. Rengo, Requínoa), Región del Libertador Bernardo O'Higgins, por el periodo legislativo 2018-2022. Obtuvo 9024 votos correspondientes a un 5,01% del total de sufragios válidamente emitidos.
Asumió en el cargo el 11 de marzo de 2018. Integró las comisiones permanentes de Economía, Fomento; Micro, Pequeña y Mediana Empresa; Protección de los Consumidores y Turismo; y de Familia y Adulto Mayor. Formó parte de las comisiones permanentes de Agricultura, Silvicultura y Desarrollo Rural; y de Trabajo y Seguridad Social. Al 19 de febrero de 2021, integró las comisiones especiales investigadoras sobre: Abusos/violaciones por miembros de FF. AA. y de Orden y Seguridad Pública en Haití desde 2004; Actos del Gobierno relación con alza de energía eléctrica durante la pandemia por COVID-19; Proceso de recolección de datos por Carabineros; y Actos del Gobierno (Carabineros e Investigaciones) en el marco del control del orden público.
Por otra parte, fue integrante de las comisiones especiales investigadoras (CEI) sobre: Habilitación de inmuebles para enfermos en el marco del programa de residencias sanitarias; Actos de Gobierno sobre denegación y concesión de pensiones de invalidez y sobrevivencia; Nombramiento y conducta de jueces y empleados judiciales de la Región de O'Higgins; Irregularidades en procesos de adopción e inscripción de menores, y control de salida del país; y Contrataciones de personal en la administración del Estado entre noviembre de 2017 y marzo de 2018.
El 26 de agosto de 2019, renunció al PDC luego que la mayoría de la bancada apoyara el proyecto de modernización del sistema tributario presentado por el segundo gobierno del presidente Sebastián Piñera. El 8 de octubre de 2019 se integró al comité parlamentario del Partido por la Democracia (PPD).
En las elecciones parlamentarias de 2021, postuló a la reelección como diputado por el distrito n.º 15, resultando electo en representación del Partido Por la Democracia dentro del pacto «Nuevo Pacto Social», por el período 2022-2026, al obtener 55.346 votos, correspondientes al 27,87% del total de los sufragios válidos.

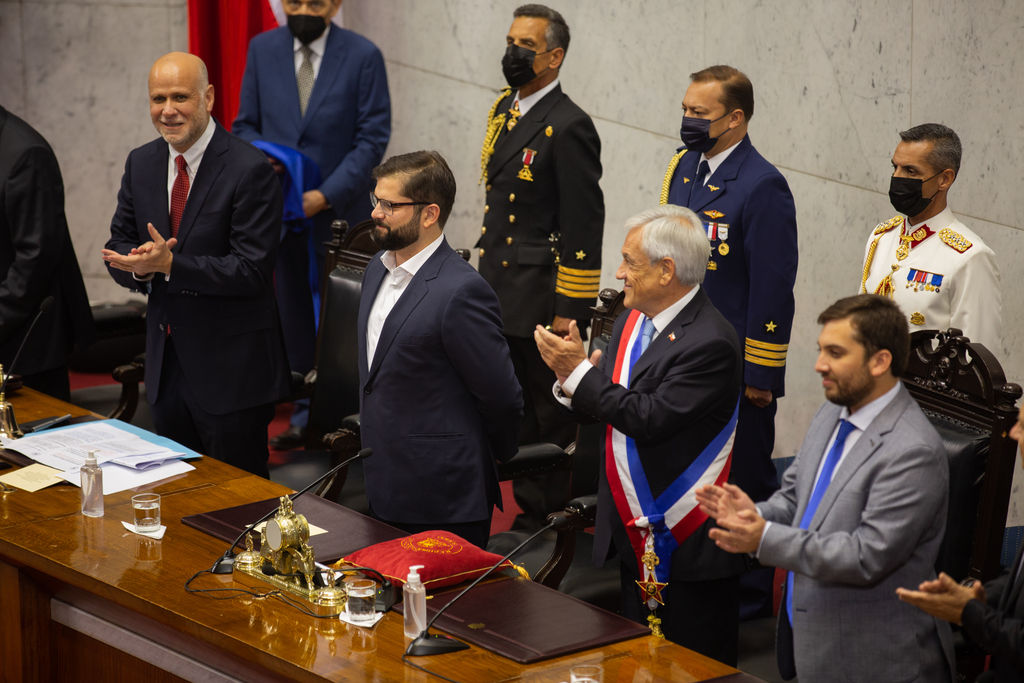
Raúl Soto (primero a la derecha) como presidente de la Cámara de Diputadas y Diputados durante el traspaso de mando presidencial de Sebastián Piñera a Gabriel Boric, el 11 de marzo de 2022.

Asumió el 11 de marzo de 2022, siendo elegido a contar de esa fecha como presidente de la Cámara de Diputadas y Diputados, bajo la mesa directiva integrada por el diputado Alexis Sepúlveda Soto en la primera vicepresidencia, y la diputada Claudia Mix Jiménez, en la segunda vicepresidencia. Integra la comisión permanente de Relaciones Exteriores, Asuntos Interparlamentarios e Integración Latinoamericana.
Presentó su renuncia a la presidencia de la Cámara de Diputadas y Diputados el 21 de octubre de 2022, haciéndose efectiva el 7 de noviembre del mismo año.

## Historial electoral

### Elecciones parlamentarias de 2017
- Elecciones parlamentarias de 2017, candidato a diputado por el distrito 15 (Codegua, Coinco, Coltauco, Doñihue, Graneros, Machalí, Malloa, Mostazal, Olivar, Quinta de Tilcoco, Rancagua, Rengo y Requínoa)

### Elecciones parlamentarias de 2021
- Elecciones parlamentarias de 2021, candidato a diputado por el distrito 15 (Codegua, Coinco, Coltauco, Doñihue, Graneros, Machalí, Malloa, Mostazal, Olivar, Quinta de Tilcoco, Rancagua, Rengo y Requínoa)[7]